# Monddistanz

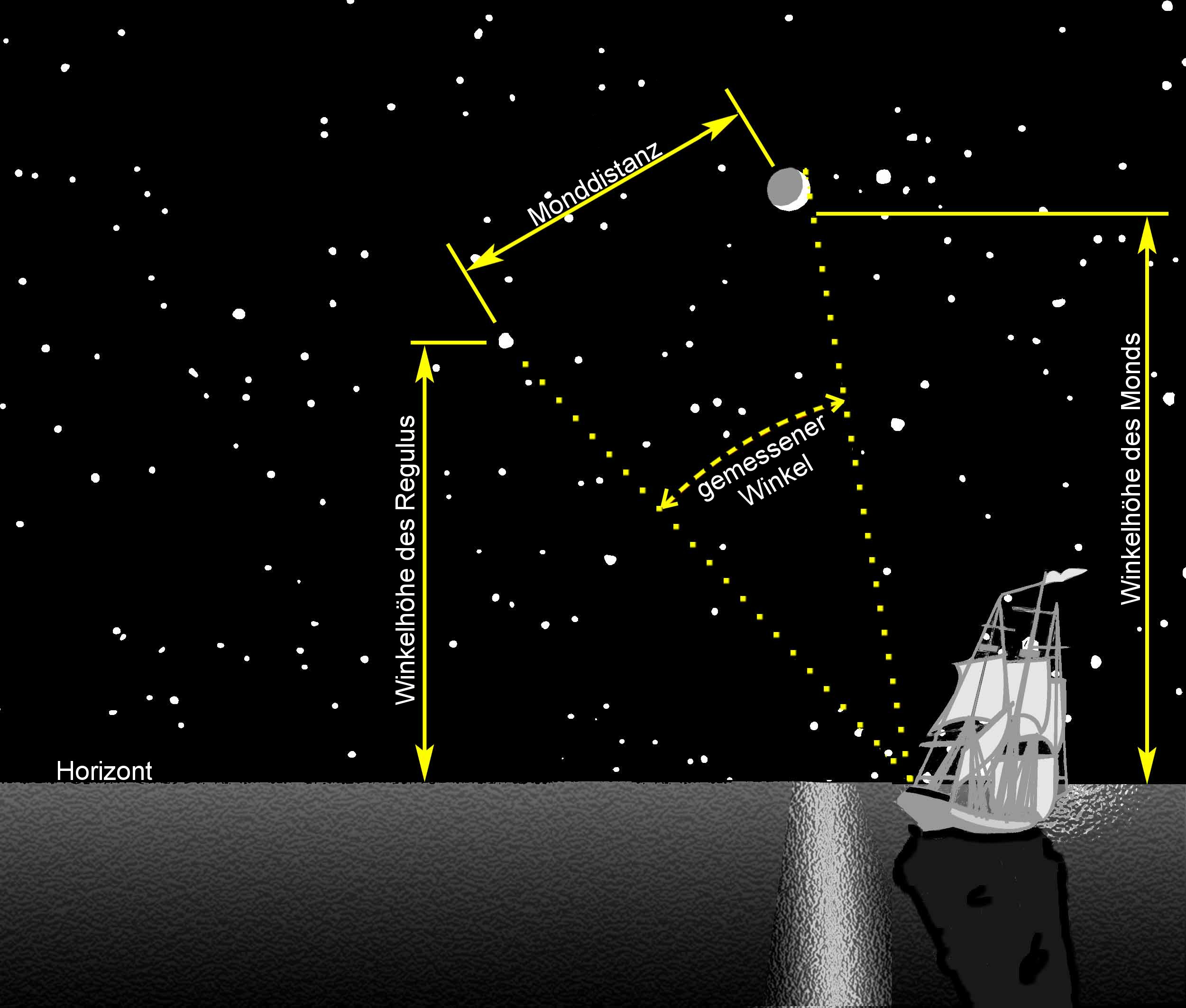
Monddistanz

Als Monddistanz (engl. lunar distance) wird der Winkelabstand des Mondes zu hellen Himmelskörpern (Fixsternen, Sonne oder Planeten) bezeichnet, die in der Nähe seiner Bahn am Himmel liegen.
Durch Messung von Monddistanzen zur Bestimmung der Zeit an einem Bezugsmeridian konnte ab Mitte des 18. Jahrhunderts auf Schiffen indirekt die geografische Länge des Schiffsorts errechnet werden (Längenbestimmung, Längenproblem).

## Astronomischer Hintergrund
Da der Mond für seinen Umlauf am Fixsternhimmel 27,321 Tage braucht (siderischer Monat), legt er pro Tag durchschnittlich 13° und stündlich annähernd 0,5° auf dem Hintergrund des Fixsternhimmels zurück. Diese 0,5° entsprechen ungefähr seinem eigenen scheinbaren Durchmesser, der Mond bewegt sich demnach relativ zu anderen Gestirnen in der Ekliptik (nicht relativ zum Horizont) in jeder Stunde etwas mehr als eine Vollmondbreite in seiner Bahn nach Osten weiter. Daher hat er während jedes Umlaufes um die Erde (Mondmonat) zu jedem Gestirn genau einmal einen bestimmten Abstand.

## Verfahren zur Längenbestimmung
Nach der Messung des Winkel-Abstands zwischen dem Mond und einem nach Praktikabilität (Lage und Entfernung in Bezug auf den Mond) ausgewählten Gestirn ist zunächst der Wert der Horizontalparallaxe am Schiffsort durch Messung der Gestirnshöhen zu bestimmen, um die wahre Monddistanz zu berechnen. Dann lässt sich durch den entsprechenden Wert am Bezugsmeridian die Zeit der Beobachtung am Referenzort (heute: Meridian von Greenwich) ermitteln; gleichzeitig wird auch die lokale Zeit aus den Gestirnshöhen bestimmt. Dann lässt sich aus der Differenz von Zeit am Referenzmeridian und der Ortszeit die geografische Länge errechnen (1 Stunde Zeitdifferenz = 15 Grad Längendifferenz). Dieses Verfahren wurde bereits zu Beginn des 16. Jahrhunderts von Johannes Werner beschrieben, aber erst mit Erstellung genauerer Mondephemeriden im 18. Jahrhundert durch Tobias Mayer und die Entwicklung genügend präziser Messinstrumente (Sextant) praktisch möglich.
Die Mondbahn, d. h. der Lauf des Mondes unter den Fixsternen, wird seit dem frühen Mittelalter mit Mondtafeln berechnet, Kepler konnte dies um 1600 bereits mit einer Genauigkeit von weniger als 0,1°, was aber für die Längenbestimmung nicht ausreicht. Von 1763 bis 1925 wurden die Werte der Monddistanzen in astronomischen und nautischen Jahrbüchern tabelliert. Eine Neuauflage solcher Mondtafeln wurde von Bruce Stark erstellt. Zusammen mit einem Nautischen Almanach für die aktuellen Gestirnpositionen am Himmel lassen sich damit Zeit und Ort bestimmen.